# Gombaméreg
A  gombaméreg vagy mikotoxin (görög μύκης, azaz gomba + τοξικόν, azaz méreg) gombák termelte mérgező másodlagos metabolit (anyagcseretermék). Emberek és állatok számára megbetegedést, és akár halált is okozhat.  Van köztük olyan, amely hormonális elváltozást vagy rákot is okozhat. Egy gombafaj többféle mikotoxint is előállíthat, és ugyanazt a mikotoxint több faj is előállíthatja.
Egyes gombamérgek nem okoznak azonnal bajt, de ha huzamos ideig fogyasztják őket, hosszú távon súlyos szövődményekhez vezethetnek. A gabona magvaiban és a malátában már betakarítás előtt megkezdődhet a fuzárium gomba képződése, és a termény nem megfelelő kezelése esetén tovább is folytatódhat. A PET palackok belső felszínének apró egyenetlenségei ideálisak a baktériumok és gombák megtelepedésére, és ezek a felbontás után már 24 órával meg is jelennek. Penészes termékeket fogyasztani a mikotoxinok miatt veszélyes. Penészedésre hajlamosak a különféle magvak, szárított gyümölcsök is, amelyeken gyakran nem is látszik meg a penész.

## Fordítás
- Ez a szócikk részben vagy egészben  a   Mycotoxin című angol Wikipédia-szócikk ezen változatának fordításán alapul.  Az eredeti cikk szerkesztőit annak laptörténete sorolja fel. Ez a jelzés csupán a megfogalmazás eredetét és a szerzői jogokat jelzi, nem szolgál a cikkben szereplő információk forrásmegjelöléseként.